# Станишовка (Житомирская область)
Станишо́вка (укр. Станишівка) — село на Украине, основано в 1616 году, находится в Житомирском районе Житомирской области.
Код КОАТУУ — 1822086801. Население по переписи 2001 года составляет 2058 человек. Почтовый индекс — 12430. Телефонный код — 412. Занимает площадь 1,97 км²

## История

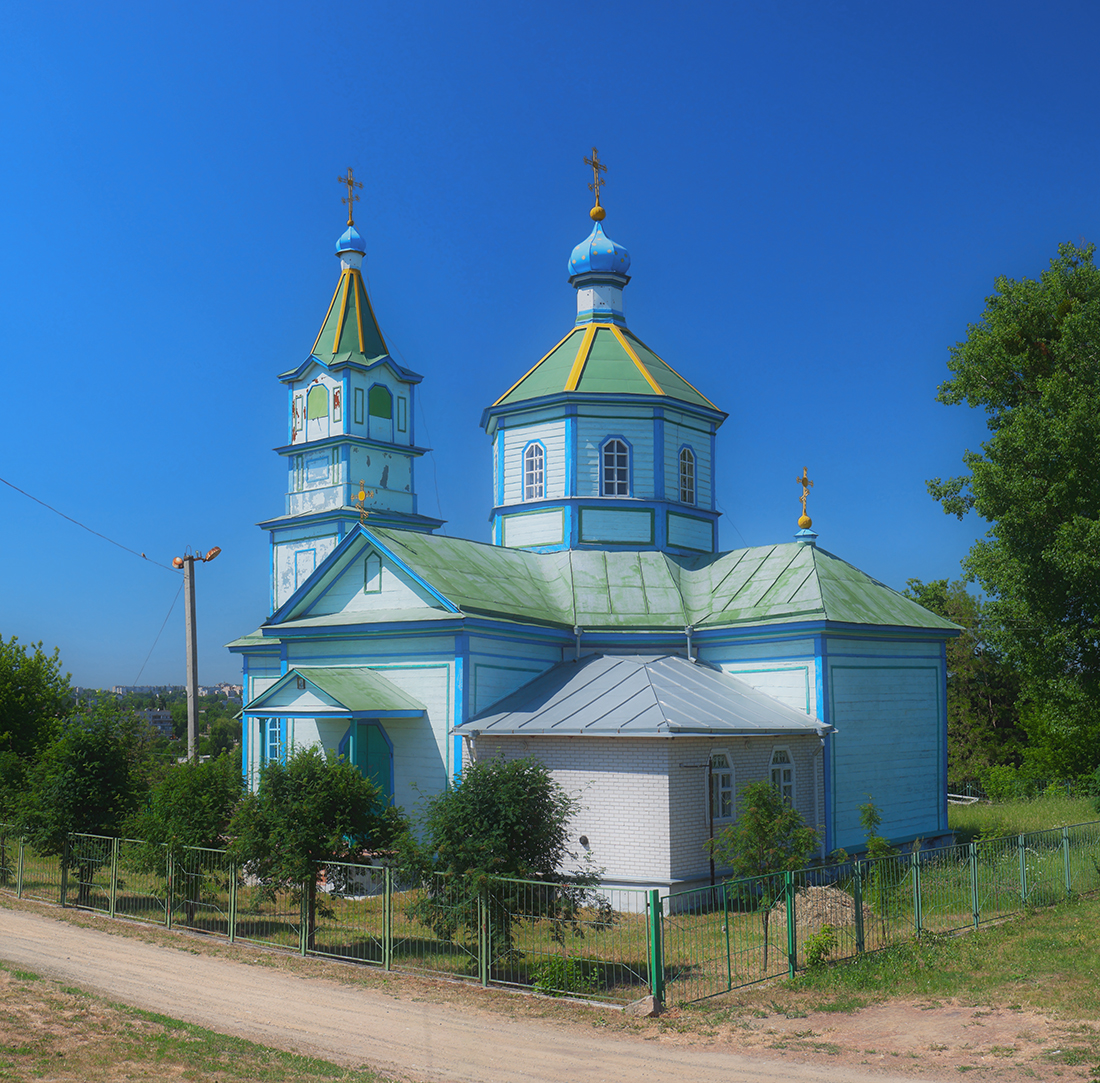
Церковь Святого Николая

В селе находится городище XII—XIII вв. и XIV—XVIII вв.
Село упоминается в списке жителей г. Станишне ,  относятся от 5 февраля 1683 года.
В 1861 году на  была построена деревянная церковь Святого Петра

## Адрес местного совета
12430, Житомирская область, Житомирский р-н, с.Станишовка, ул.Кооперативная, 1